# Desa Jatiranggon
Desa Jatiranggon är en administrativ by i Indonesien.   Den ligger i provinsen Jawa Barat, i den västra delen av landet, 16 km sydost om huvudstaden Jakarta.